# Iglesia de La Balbanera
El Santuario de la Santísima Virgen María Natividad de Balbanera, más conocido como Iglesia de la Balbanera es el templo católico más antiguo del actual Ecuador, siendo inaugurado el 15 de agosto de 1534 por Sebastián de Benalcázar. Está ubicada cerca de la Laguna de Colta en la Provincia de Chimborazo. Fue construida en honor a la Virgen de Valvanera, de quien toma su nombre, la cual es una advocación de la Virgen María. Es una construcción bastante simple y modesta como era típico de la época. Las múltiples tallas de su fachada exhiben el sincretismo entre la cultura española y la cultura local, razón por la se dice que es de un estilo Barroco-Mestizo.

## Descripción
La iglesia cuenta con una sola nave, a la cual se puede acceder desde una plaza al sur del edificio. En el lado oeste de la nave existe un conventillo anexo a la misma. En el lado este existía un cerramiento con que fue destruido por la construcción de la vía Panamericana, hoy hay un pequeño jardín en el espacio entre la nave y la vía.
La nave cuenta con gruesos muros de adobe revocados con cemento y pintura blanca. Cuenta con un tejado a dos aguas cuya estructura fue hecha con carrizo y madera de capulí.

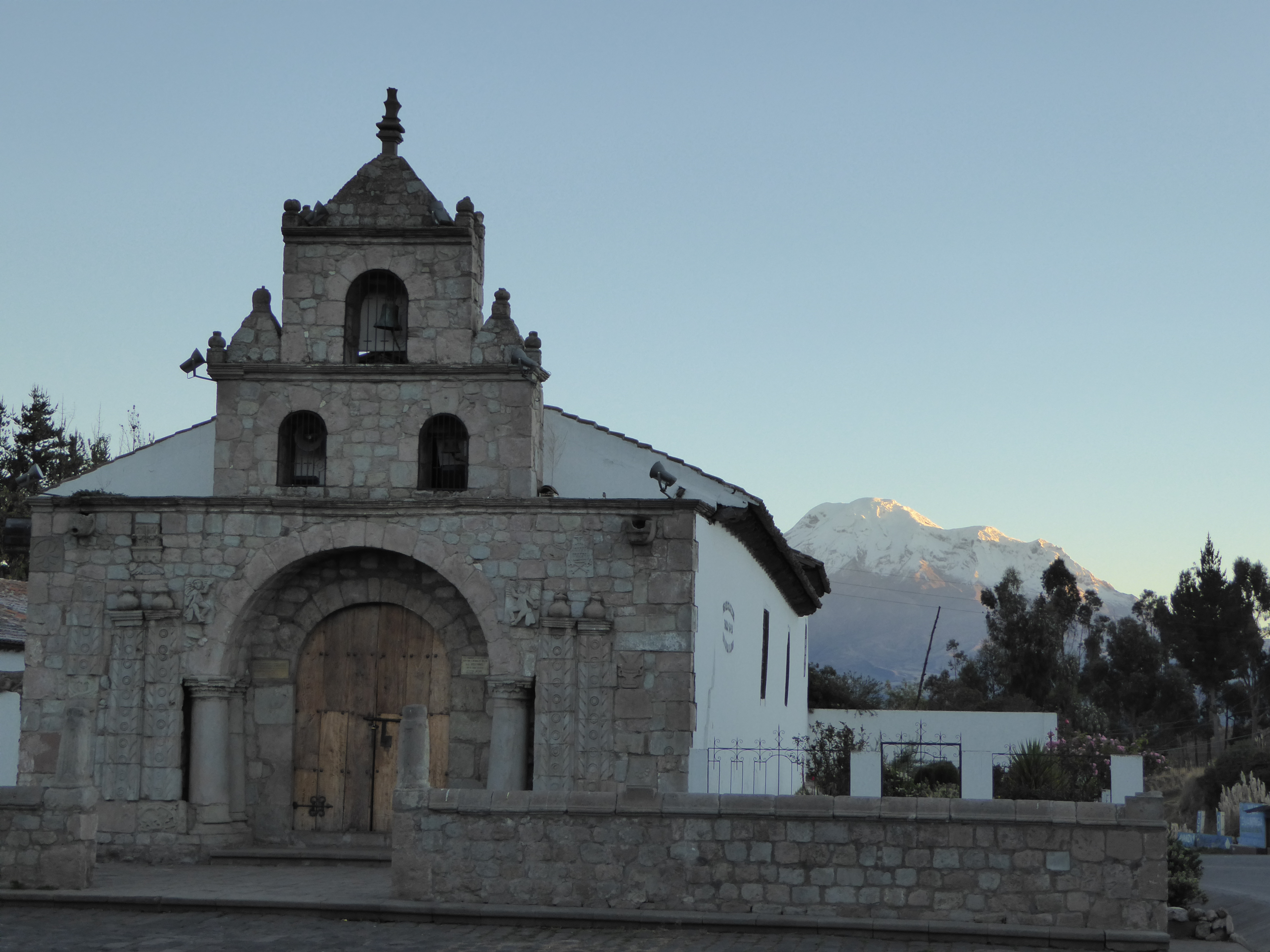
Fachada de la Balbanera con el monte Chimborazo de fondo.

### Fachada
La fachada de piedra cuenta con varios tallados. En esta se ha abierto un doble arco para permitir la entrada a la nave, y sobre esta se construyó un campanario, cuya torre marca un punto visual alto ya que en las proximidades no hay ningún edificio que pueda competir en altura con la iglesia.
El arco exterior de la entrada descansa sobre cuatro columnas que intentan imitar a las columnas de orden corintio pero no son exactamente iguales. A los costados de la entrada se encuentra tallado un motivo decorativo formado por círculos y líneas diagonales, y junto a estos hay un querubín a cada lado. Tanto arriba de estos motivos decorativos como en las esquinas del campanario se han tallado vasijas. Distribuidos a lo largo de la fachada, también se puede observar el escudo de los Franciscanos, las llaves de san Pedro, varias hojas de acanto, un corazón, flores, un cáliz, una cruz, una cruz bautismal y un desagüe con forma de felino, probablemente un jaguar o un león.

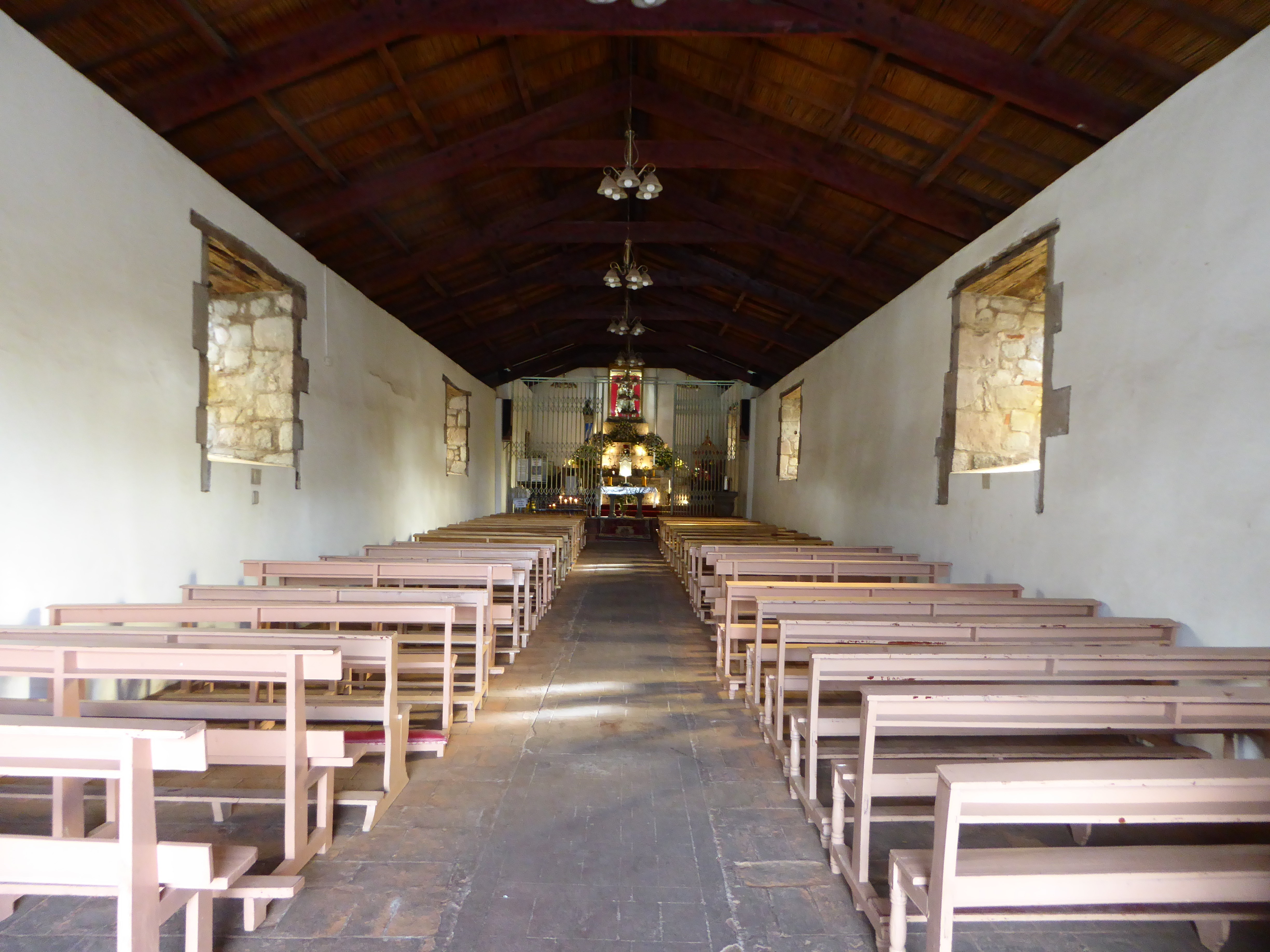
Interior de la Iglesia.

Los elementos decorativos de la fachada exhiben evidencias de sincretismo religioso, es decir la mezcla entre el catolicismo y las creencias locales. Por ejemplo, algunos autores interpretan los motivos circulares como una representación de la diosa incaica Mama Quilla, quien es diosa de la luna, también se ha interpretado la cruz bautismal esculpida en la fachada como una cruz andina.

### Interior
En el interior de la nave hay 45 bancas que le dan a la iglesia la capacidad de albergar hasta 225 personas, estas miran hacia el presbiterio, en el cual hay una imagen de la Virgen de Valvanera, sin embargo, en este no hay ninguna cruz ni imágenes de Cristo. Al lado opuesto del presbiterio se encuentra la entrada y la pila bautismal.

## Historia
El origen del santuario de La Balbanera se remonta a la conquista española. Hay distintos relatos que cuentan porque los conquistadores decidieron construir una iglesia dedicada a la Virgen de Valvanera.
Según un relato, al llegar los conquistadores a la región, estos fueron atacados mientras acampaban. Entonces, debido a la confusión del ataque, una mochila que contenía pólvora fue dejada muy cerca de una hoguera y estalló. La explosión asustó a los atacantes y los hizo huir. Los conquistadores consideraron que aquel evento fue un milagro, el cual fue atribuido a la Virgen de Valvanera, motivo por el cual decidieron construir un templo en su honor.
Según el párroco Marcos Tapia, la corona española emitió documentos en 1525 y 1529 los cuales solicitaban a los conquistadores construir un templo dedicado a la Virgen de Valvanera.
Todos los relatos acaban en la fundación del templo el 15 de agosto de 1534 por orden del conquistador Sebastián de Benalcázar. Aunque en ese momento el templo era poco más que una choza, razón por la cual en los años que siguieron se hicieron ampliaciones. En febrero de 1797 ocurrió un terremoto que destruyo la antigua ciudad de Riobamba, este mismo evento también destruyó el templo. La iglesia fue reconstruida entre 1799 y 1809 bajo la dirección de José Rivera, cura de Sicalpa. En 1977 se construye la vía Panamericana, la cual pasa muy cerca de la iglesia, motivo por el cual es demolido el cerramiento que existía hacia el lado este de la nave. Para 1990 ya se había construido el conventillo en el lado oeste de la nave y el anterior techo de paja fue reemplazado por el techo de teja que existe hoy en día. En 2010, el Instituto Nacional del Patrimonio Cultural (INPC) realizó una restauración de la fachada y del tejado del templo.

## Leyenda del Luterano de Riobamba

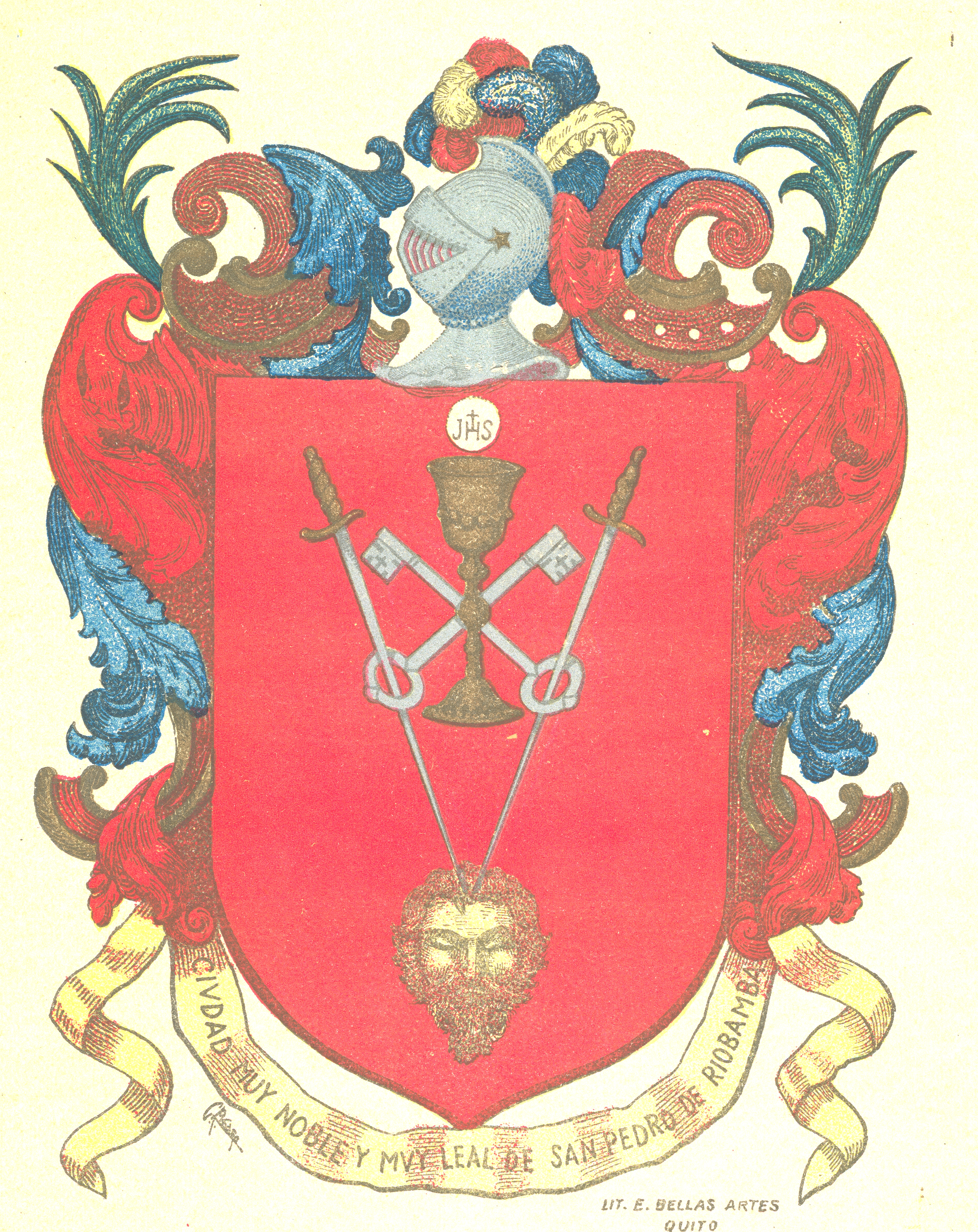
La cabeza de Sibelius Luther está presente en el escudo de Riobmaba.

Una leyenda del lugar cuenta que en 1571 un doctor húngaro de 40 años llamado Sibelius Luther llegó al cantón Guamote huyendo de la ley, ya que había asesinado a su hermano. Allí se dedicó a curar a pobres y campesinos por lo que se ganó el apodo de "Padre Blanco". Debido a su apellido, igual al de Martín Lutero (llamado Martin Luther en alemán) quien era un fraile precursor del protestantismo, los sacerdotes locales pensaron que el doctor era un cristiano protestante, los cuales eran considerados herejes por los cristianos católicos. Por este motivo, los sacerdotes prohibieron a la población venderle alimentos o prestarle ayuda.
La leyenda cuenta que un día, un sacerdote llamado Horacio Montalván se encontró al doctor Sibelius y lo abofeteó en la cara, ante lo cual el doctor respondió jurando que algún día le cortaría la mano. El 29 de junio de 1575, Sibelius Luther asistió al ritual de la eucaristía por el día de San Pedro, el cual era precedido por Montalván. En ese momento el doctor se abalanzó sobre el sacerdote para intentar cortarle la mano, provocando que una hostia consagrada cayera al piso. Los presentes vieron este acto como un sacrilegio y apuñalaron al doctor hasta la muerte, pero según la leyenda el cuerpo de Sibelius Luther no derramó ninguna gota de sangre hasta que fue sacado de la iglesia, hechos fue fueron considerados un milagro. Según algunos autores, el lugar donde ocurrió la muerte de Sibuelius Luther fue la iglesia de la Balbanera.